# Diego Rolán
Diego Alejandro Rolán Silva, noto semplicemente come Diego Rolán (Montevideo, 24 marzo 1993), è un calciatore uruguaiano, attaccante svincolato.

## Biografia
Proviene da genitori che con lo sport avevano una certa affinità; infatti la madre era una ginnasta famosa nel suo paese, mentre il padre di Diego ha militato nelle divisioni inferiori uruguaiane.

## Caratteristiche tecniche
È molto veloce e tecnico con entrambi i piedi, dotato di uno scatto esplosivo, del senso del gol e di precisione sotto rete, bravo di testa e molto freddo sotto porta, che si ispira al connazionale Abel Hernández nel suo modo di giocare.

## Carriera

### Club

#### L'esordio al Defensor e poi Bordeaux
La sua carriera da calciatore professionista inizia nel 2011, esattamente il 13 agosto, quando debutta con la maglia del Defensor in occasione del match contro il Rampla Juniors. Quindici giorni più tardi, durante la partita giocata contro il Cerrito, ottiene la sua prima ammonizione in carriera. Realizza la sua prima rete in carriera il 13 novembre, durante il match, vinto, contro il Cerro Largo; sei giorni dopo, malgrado l'ottima prestazione messa in mostra durante il match di campionato contro il Bella Vista, riceve la sua prima espulsione in carriera.
Il 28 gennaio 2013 viene acquistato dal Bordeaux, squadra francese militante nella Ligue 1 per 2,8 milioni di euro..

#### Malaga
Il 26 agosto 2017 rinnova il contratto con il Bordeaux e contestualmente è ceduto in prestito agli spagnoli del Malaga.

### Nazionale
Il 3 agosto 2011 debutta con la maglia de La Celeste Under-20, in occasione del match contro la formazione Under-20 della Nuova Zelanda.
Nel 2013 ha partecipato al campionato sudamericano di calcio Under-20 2013 con la nazionale Under-20 di calcio dell'Uruguay classificatasi terza. Durante il torneo ha realizzato il gol vittoria contro il Cile. Debutta con la nazionale maggiore il 5 settembre 2014 in amichevole contro il Giappone giocando da titolare per 65 minuti.
Viene convocato per la Copa América Centenario negli Stati Uniti.

## Statistiche

### Presenze e reti nei club
Statistiche aggiornate al 21 luglio 2020.
| Stagione        | Squadra             | Campionato      | Campionato | Campionato | Coppe nazionali | Coppe nazionali | Coppe nazionali | Coppe continentali | Coppe continentali | Coppe continentali | Altre coppe | Altre coppe | Altre coppe | Totale | Totale |
| Stagione        | Squadra             | Comp            | Pres       | Reti       | Comp            | Pres            | Reti            | Comp               | Pres               | Reti               | Comp        | Pres        | Reti        | Pres   | Reti   |
| --------------- | ------------------- | --------------- | ---------- | ---------- | --------------- | --------------- | --------------- | ------------------ | ------------------ | ------------------ | ----------- | ----------- | ----------- | ------ | ------ |
| 2011-2012       | Defensor Sporting   | PD              | 22+1       | 3          | -               | -               | -               | CL                 | 3                  | 0                  | -           | -           | -           | 26     | 3      |
| 2012-gen. 2013  | Defensor Sporting   | PD              | 15         | 8          | -               | -               | -               | CL                 | 0                  | 0                  | -           | -           | -           | 15     | 8      |
| Totale Defensor | Totale Defensor     | Totale Defensor | 37+1       | 11         |                 | -               | -               |                    | 3                  | 0                  |             | -           | -           | 41     | 11     |
| gen.-giu. 2013  | Bordeaux            | L1              | 7          | 0          | CF+CdL          | 1+0             | 0               | UEL                | 2                  | 0                  | -           | -           | -           | 10     | 0      |
| 2013-2014       | Bordeaux            | L1              | 18         | 2          | CF+CdL          | 1+1             | 0               | UEL                | 6                  | 0                  | SF          | 0           | 0           | 26     | 2      |
| 2014-2015       | Bordeaux            | L1              | 36         | 15         | CF+CdL          | 2+0             | 1+0             | -                  | -                  | -                  | -           | -           | -           | 38     | 16     |
| 2015-2016       | Bordeaux            | L1              | 31         | 7          | CF+CdL          | 2+3             | 1+1             | UEL                | 6                  | 1                  | -           | -           | -           | 42     | 10     |
| 2016-2017       | Bordeaux            | L1              | 29         | 9          | CF+CdL          | 2+2             | 0+1             | -                  | -                  | -                  | -           | -           | -           | 33     | 10     |
| Totale Bordeaux | Totale Bordeaux     | Totale Bordeaux | 121        | 33         |                 | 14              | 4               |                    | 14                 | 1                  |             | 0           | 0           | 149    | 38     |
| 2017-2018       | Malaga              | PD              | 26         | 5          | CR              | 1               | 0               | -                  | -                  | -                  | -           | -           | -           | 27     | 5      |
| 2018-gen. 2019  | Leganés             | PD              | 6          | 0          | CR              | 2               | 0               | -                  | -                  | -                  | -           | -           | -           | 8      | 0      |
| gen.-giu. 2019  | Alavés              | PD              | 9          | 0          | CR              | 0               | 0               | -                  | -                  | -                  | -           | -           | -           | 9      | 0      |
| 2019-2020       | Juárez              | PD              | 18         | 7          | CM              | 3               | 1               | -                  | -                  | -                  | -           | -           | -           | 21     | 8      |
| 2020-gen. 2021  | Deportivo La Coruña | SDB             | 4          | 2          | CR              | 1               | 0               | -                  | -                  | -                  | -           | -           | -           | 5      | 2      |
| gen.-giu. 2021  | Pyramids            | PL              | 8          | 3          | CE              | 0               | 0               | CC                 | 4                  | 1                  | -           | -           | -           | 12     | 4      |
| Totale carriera | Totale carriera     | Totale carriera | 229+1      | 61         |                 | 21              | 5               |                    | 21                 | 2                  |             | 0           | 0           | 272    | 68     |

### Cronologia presenze e reti in nazionale
| Cronologia completa delle presenze e delle reti in nazionale ― Uruguay | Cronologia completa delle presenze e delle reti in nazionale ― Uruguay | Cronologia completa delle presenze e delle reti in nazionale ― Uruguay | Cronologia completa delle presenze e delle reti in nazionale ― Uruguay | Cronologia completa delle presenze e delle reti in nazionale ― Uruguay | Cronologia completa delle presenze e delle reti in nazionale ― Uruguay | Cronologia completa delle presenze e delle reti in nazionale ― Uruguay | Cronologia completa delle presenze e delle reti in nazionale ― Uruguay |
| Data                                                                   | Città                                                                  | In casa                                                                | Risultato                                                              | Ospiti                                                                 | Competizione                                                           | Reti                                                                   | Note                                                                   |
| ---------------------------------------------------------------------- | ---------------------------------------------------------------------- | ---------------------------------------------------------------------- | ---------------------------------------------------------------------- | ---------------------------------------------------------------------- | ---------------------------------------------------------------------- | ---------------------------------------------------------------------- | ---------------------------------------------------------------------- |
| 5-9-2014                                                               | Sapporo                                                                | Giappone                                                               | 0 – 2                                                                  | Uruguay                                                                | Amichevole                                                             | -                                                                      | 65’                                                                    |
| 8-9-2014                                                               | Goyang                                                                 | Corea del Sud                                                          | 0 – 1                                                                  | Uruguay                                                                | Amichevole                                                             | -                                                                      | 78’                                                                    |
| 10-10-2014                                                             | Gedda                                                                  | Arabia Saudita                                                         | 1 – 1                                                                  | Uruguay                                                                | Amichevole                                                             | -                                                                      | 46’                                                                    |
| 13-10-2014                                                             | Mascate                                                                | Oman                                                                   | 0 – 3                                                                  | Uruguay                                                                | Amichevole                                                             | -                                                                      | 78’                                                                    |
| 18-11-2014                                                             | Santiago del Cile                                                      | Cile                                                                   | 1 – 2                                                                  | Uruguay                                                                | Amichevole                                                             | -                                                                      | 84’                                                                    |
| 28-3-2015                                                              | Agadir                                                                 | Marocco                                                                | 0 – 1                                                                  | Uruguay                                                                | Amichevole                                                             | 1                                                                      | 70’                                                                    |
| 6-6-2015                                                               | Montevideo                                                             | Uruguay                                                                | 5 – 1                                                                  | Guatemala                                                              | Amichevole                                                             | 1                                                                      | 68’                                                                    |
| 13-6-2015                                                              | Antofagasta                                                            | Uruguay                                                                | 1 – 0                                                                  | Giamaica                                                               | Coppa America 2015 - 1º turno                                          | -                                                                      |                                                                        |
| 16-6-2015                                                              | La Serena                                                              | Argentina                                                              | 1 – 0                                                                  | Uruguay                                                                | Coppa America 2015 - 1º turno                                          | -                                                                      |                                                                        |
| 20-6-2015                                                              | La Serena                                                              | Uruguay                                                                | 1 – 1                                                                  | Paraguay                                                               | Coppa America 2015 - 1º turno                                          | -                                                                      |                                                                        |
| 24-6-2015                                                              | Santiago del Cile                                                      | Cile                                                                   | 1 – 0                                                                  | Uruguay                                                                | Coppa America 2015 - Quarti di finale                                  | -                                                                      | 58’                                                                    |
| 4-9-2015                                                               | Panama                                                                 | Panama                                                                 | 0 – 1                                                                  | Uruguay                                                                | Amichevole                                                             | -                                                                      | 74’                                                                    |
| 8-9-2015                                                               | San José                                                               | Costa Rica                                                             | 1 – 0                                                                  | Uruguay                                                                | Amichevole                                                             | -                                                                      | 37’                                                                    |
| 8-10-2015                                                              | La Paz                                                                 | Bolivia                                                                | 0 – 2                                                                  | Uruguay                                                                | Qual. Mondiali 2018                                                    | -                                                                      | 62’ 73’                                                                |
| 13-10-2015                                                             | Montevideo                                                             | Uruguay                                                                | 3 – 0                                                                  | Colombia                                                               | Qual. Mondiali 2018                                                    | 1                                                                      |                                                                        |
| 12-11-2015                                                             | Quito                                                                  | Ecuador                                                                | 2 – 1                                                                  | Uruguay                                                                | Qual. Mondiali 2018                                                    | -                                                                      | 73’                                                                    |
| 18-11-2015                                                             | Montevideo                                                             | Uruguay                                                                | 3 – 0                                                                  | Cile                                                                   | Qual. Mondiali 2018                                                    | -                                                                      | 80’                                                                    |
| 29-3-2016                                                              | Montevideo                                                             | Uruguay                                                                | 1 – 0                                                                  | Perù                                                                   | Qual. Mondiali 2018                                                    | -                                                                      | 86’                                                                    |
| 28-5-2016                                                              | Montevideo                                                             | Uruguay                                                                | 3 – 1                                                                  | Trinidad e Tobago                                                      | Amichevole                                                             | -                                                                      |                                                                        |
| 6-6-2016                                                               | Glendale                                                               | Messico                                                                | 3 – 1                                                                  | Uruguay                                                                | Coppa America Centenario - 1º turno                                    | -                                                                      | 60’                                                                    |
| 10-6-2016                                                              | Filadelfia                                                             | Uruguay                                                                | 0 – 1                                                                  | Venezuela                                                              | Coppa America Centenario - 1º turno                                    | -                                                                      | 73’                                                                    |
| 2-9-2016                                                               | Mendoza                                                                | Argentina                                                              | 1 – 0                                                                  | Uruguay                                                                | Qual. Mondiali 2018                                                    | -                                                                      | 87’                                                                    |
| 11-11-2016                                                             | Montevideo                                                             | Uruguay                                                                | 2 – 1                                                                  | Ecuador                                                                | Qual. Mondiali 2018                                                    | 1                                                                      | 62’                                                                    |
| 24-3-2017                                                              | Montevideo                                                             | Uruguay                                                                | 1 – 4                                                                  | Brasile                                                                | Qual. Mondiali 2018                                                    | -                                                                      |                                                                        |
| 7-6-2017                                                               | Nizza                                                                  | Italia                                                                 | 3 – 0                                                                  | Uruguay                                                                | Amichevole                                                             | -                                                                      | 73’                                                                    |
| Totale                                                                 |                                                                        | Presenze                                                               | 25                                                                     |                                                                        | Reti                                                                   | 4                                                                      |                                                                        |